# 구리카라역
구리카라역(일본어: 倶利伽羅駅)은 일본 이시카와현 가호쿠군 쓰바타정에 있는 철도역이다.

## 접속 노선
- IR 이시카와 철도
  - IR 이시카와 철도선
- 아이노카제토야마 철도
  - 아이노카제토야마 철도선

당역은 IR 이시카와 철도가 관할하며 두 노선은 서로 직결 운행한다.

## 역 구조
섬식 1면 2선 구조의 지상역이다. 쓰바타역이 관리하는 무인역이다. 역사와 승강장 사이는 구름다리가 잇고 있다.

### 승강장
| 1 | ■ IR 이시카와 철도선      | 가나자와 · 다이쇼지 방면 |
| 2 | ■ 아이노카제토야마 철도선 | 다카오카 · 도야마 방면   |

## 역사
- 1908년 12월 16일: 관설철도 (뒷날의 일본국유철도) 호쿠리쿠 본선 쓰바타 역 ~ 이스루기 역 사이에 신호장으로 개업.
- 1909년 6월 15일: 역으로 승격했다.
- 1987년 4월 1일: 민영화에 따라 서일본 여객철도의 소속이 되었다.
- 2015년 3월 14일: 호쿠리쿠 신칸센의 연장 개통으로 가나자와 ~ 당역이 IR 이시카와 철도에, 당역 ~ 도야마 방면이 아이노카제토야마 철도에 각각 이관, 역 관리를 IR 이시카와 철도에 이관되었다.
- 2017년 4월 15일: ICOCA 도입.[1][2]

## 기타
- 당역과 이스루기 역 사이에는 이시카와 현과 도야마현의 경계가 있다.

## 인접역
| IR 이시카와 철도 ■ IR 이시카와 철도선 아이노카제토야마 철도 ■ 아이노카제토야마 철도선 | IR 이시카와 철도 ■ IR 이시카와 철도선 아이노카제토야마 철도 ■ 아이노카제토야마 철도선 | IR 이시카와 철도 ■ IR 이시카와 철도선 아이노카제토야마 철도 ■ 아이노카제토야마 철도선 |
| ------------------------------------------------------------------------------------- | ------------------------------------------------------------------------------------- | ------------------------------------------------------------------------------------- |
| 쓰바타 가나자와 방면                                                                  | 보통                                                                                  | 이스루기 도야마 방면                                                                  |